# Freshwater (Theater)
Freshwater ist das einzige Theaterstück von Virginia Woolf. Eine erste Fassung der Komödie stammt aus dem Jahr 1923, eine zweite Fassung wurde 1935 vor ausgewähltem Publikum uraufgeführt, Virginia Woolf selbst führte Regie, die meisten Mitwirkenden entstammten der Bloomsbury-Gruppe, darunter Woolfs Ehemann Leonard, ihre Schwester Vanessa Bell, der Maler Duncan Grant und andere. Das komische Kurzstück (drei Akte) ist eine Satire auf das viktorianische Zeitalter. Die 16-jährige Schauspielerin Ellen Terry versucht darin, ihrer Ehe mit dem deutlich älteren Maler George Frederick Watts zu entkommen. Die Handlung dreht sich auch wesentlich um Virginia Woolfs Großtante, die Fotografin Julia Margret Cameron, und ihre Künstler-Enklave auf der Isle of Wight.

"Freshwater ist ein Stück über eine Seite der in Anekdoten kolportierten, weit verzweigten Familiengeschichte. Es ist aber zugleich (...) eine spöttisch-liebevolle Abrechnung mit den Zwängen des viktorianischen Zeitalters, unter denen Virginia Woolf zu leiden hatte." (aus dem Nachwort von Klaus Reichert zu Bloomsbury/Freshwater)

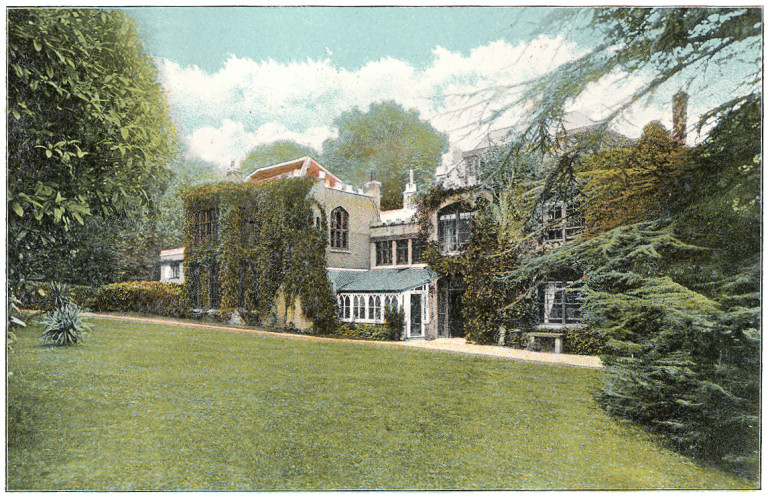
Farringford House, das Haus von Baron Tennyson nahe Freshwater (um 1910)

Bereits 1980 war eine spanische Übersetzung erschienen. 1982 kam eine von Elisabeth Janvier übersetzte französische Ausgabe heraus; im selben Jahr fand eine Aufführung im Centre Pompidou statt. An einer Wiederaufführung Anfang der 1980er Jahre in Paris waren u. a. Eugène Ionesco, Alain Robbe-Grillet und Nathalie Sarraute beteiligt; die erste Aufführung in Deutschland fand erst 1994 in Mainz statt.
Die 1935 überarbeitete Fassung wurde gemeinsam mit der Originalversion 2009 Off-Broadway aufgeführt. Charles Isherwood lobte in der New York Times den Wortwitz des Stückes.
Im September 2017 erscheint Freshwater im Berliner AvivA Verlag in der deutschen Übersetzung des Schriftstellers Tobias Schwartz, eingebettet in sein mit "Bloomsbury" betiteltes Rahmenstück über die bizarre Uraufführungssituation und versehen mit einem Nachwort des Virginia-Woolf-Herausgebers Klaus Reichert.